# Lanne-en-Barétous
Lanne-en-Barétous là một commune tỉnh Pyrénées-Atlantiques, thuộc vùng Nouvelle-Aquitaine, tây nam nước Pháp.